# Our New Errand Boy
Our New Errand Boy er en britisk stumfilm fra 1905 af James Williamson.

## Medvirkende
- Tom Williamson
- James Williamson